# 福島県道368号馬場平杉田線
福島県道368号馬場平杉田線（ふくしまけんどう368ごう ばばだいらすぎたせん）は、福島県安達郡大玉村から二本松市に至る一般県道である。

## 路線概要
- 起点：福島県安達郡大玉村玉井字馬場平（二本松市馬場平との境界である）
- 終点：福島県二本松市杉田町1丁目（国道4号杉田駅入口交差点）
- 総延長：7.245km[1]
  - 実延長：総延長に同じ
- 路線認定年月日：1973年3月23日[2]

### 道路施設
妙堂橋
- 全長：28.5m
- 幅員：6.8m
- 竣工：1973年[3]

明堂側道橋
- 全長：28.7m
- 幅員：2.5m
- 竣工：1990年

舘野原から舘野4丁目に至り、一級水系阿武隈川水系原瀬川を渡る。橋上は上下対向2車線で供用され歩道はなく、上流側に人道橋が設置されている。

## 通過する自治体
- 福島県
  - 安達郡大玉村 - 二本松市

## 接続・交差する道路
- 福島県道30号本宮土湯温泉線（安達郡大玉村玉井字馬場平 起点）
- 国道4号（二本松市杉田町1丁目 終点）

## 沿線
- 安達太良カントリークラブ - ゴルフコースの中を当路線が通過する。
- 三渡神社